# Gračanica (Kosovo)
Gračanica (albánsky Graçanica, v srbské cyrilici Грачаница) je obec v Kosovu, která se nachází 8 km jihovýchodně od Prištiny. Je známá především díky pravoslavnému monastýru. Většinu obyvatel Gračanice tvoří Srbové. Počet obyvatel se pohybuje od 10 až k 30 tisícům.
Gračanica je jednou z mála obcí s většinovým srbským obyvatelstvem[zdroj?] na území centrálního Kosova. Po roce 1999 a kosovské válce se sem přistěhovalo srbské obyvatelstvo z okolních obcí, včetně Prištiny. Srbská vláda která i nadále provozovala až do roku 2013 na území Kosova instituce srbské státní správy, Gračanici považovala za centrum kosovských Srbů, kteří žijí jižně od řeky Ibar.
Obcí protéká řeka Gračanka. Monastýr z 13. století se nachází přímo ve středu Gračanice. Obcí prochází silnice spojující města Priština a Gniljane. Obec se rozkládá na rozmezí mezi rovinou u obcí Kosovo Polje a metropolí Kosova Prištinou a pohořím Žegovac, které se táhne přibližně severo-jižním směrem východně od Gračanice. V blízkosti Gračanice se nacházejí také některé povrchové doly, které byly v 80. letech 20. století částečně uzavřeny z obav, že by těžba mohla ohrozit stabilitu přehrady na Badovackém jezeře a zaplavit obec.